# Glenn Mullin
Glenn Mullin (Quebec, 22 juni 1949) is een Canadees tibetoloog en boeddholoog.

## Levensloop
Mullin woonde tussen 1972 en 1984 in de Indiase Himalaya en studeerde daar in filosofie, literatuur, meditatie, yoga en de cultuur van verlichting. Hij studeerde bij verschillende tulku's van de vier scholen van het Tibetaans boeddhisme (de nyingma, gelug, kagyü en sakya). Zijn twee belangrijkste tantrische meesters waren Kyabje Ling Dorjechang en Lobsang Yeshe Tenzin Gyatso (derde Trijang rinpoche) die als Yongdzin Che Chung beter bekendstaan als de twee belangrijkste spiritueel leermeesters van de veertiende dalai lama.
Mullin schreef meer dan vijfentwintig boeken over het Tibetaans boeddhisme. De meeste van deze boeken richten zich op de levens en de werken van de vroege dalai lama's. In 2002 werd zijn boek The Fourteen Dalai Lamas genomineerd als Beste boek voor de prestigieuze NAPRA-Award. In 2004 won zijn boek The Female Buddhas de prijs Beste boek van Foreword Magazine. Daarnaast werkte hij mee aan verschillende boeddhistische films, zoals de Tibet: A Buddhist Trilogy uit 1984 van Graham Coleman en meerdere documentaires, waaronder The Sacred Sites of the Dalai Lamas: A Pilgrimage to the Oracle Lake uit 2007 van Michael Wiese.
Na zijn terugkeer in Noord-Amerika in 1984 richtte hij het Mystical Arts of Tibet op, een cultureel reizend gezelschap van Tibetaanse monniken met culturele uitwisselingsprogramma's in Noord-Amerika zoals het opvoeren van Tibetaanse muziek en dans en demonstraties van Tibetaanse cultuur, zoals de handwerkkunst van zandmandala's. Daarnaast bracht het uitleg over de mystieke facetten van het Tibetaans boeddhisme, wereldvrede en de situatie in Tibet. Verder zamelde het geld in voor de verschillende fondsen voor Tibetaanse vluchtelingen in India en de activiteiten van het college Loseling van Drepung, de grootste Tibetaanse kloosteruniversiteit die gevestigd is in de hoofdstad van Tibet, Lhasa.